# Luxemburger Freiwilligenkompanie

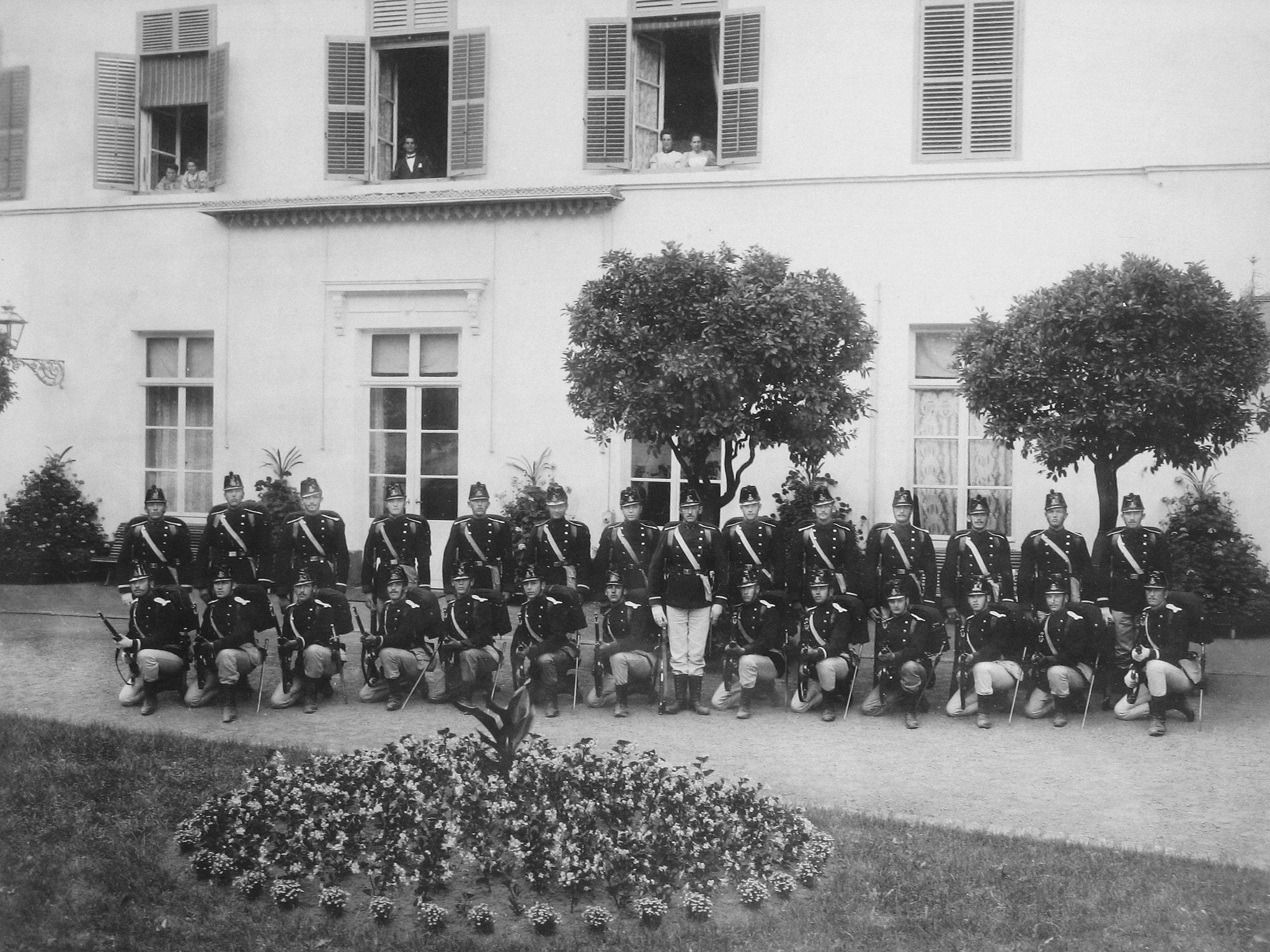
Kompanie um 1910

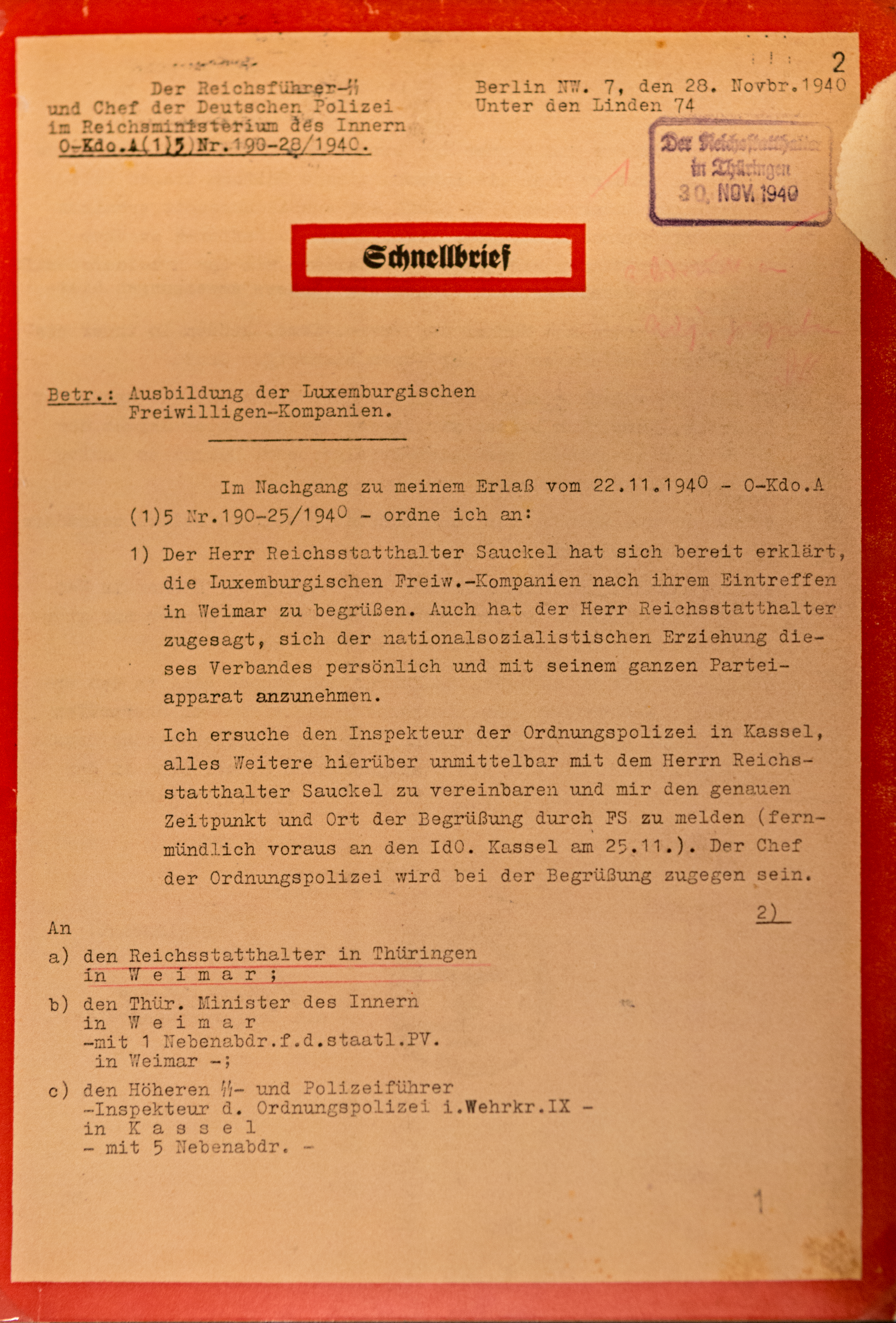
Schnellbrief Himmlers wegen Ausbildung in Weimar, 1940

Die Luxemburger Freiwilligenkompanie (frz.: Corps des Gendarmes et Volontaires) wurde 1881 für den freiwilligen Wehrdienst im Fürstentum Luxemburg gegründet. Die Kompanie hatte eine Stärke von etwa 450 Mann.

## Unter deutscher Besatzung
Nach der Besetzung Luxemburgs durch die Wehrmacht am 10. Mai 1940 wurde die Kompanie unter deutsche Verwaltung gestellt. Anlässlich einer Inspektion durch Reichsführer-SS Heinrich Himmler am 8. September 1940 verlangte dieser einige Mitglieder für die SS-Leibstandarte vorzumerken und die Mitglieder der Kompanie geschlossen als Polizeianwärter in die deutsche Polizei zu übernehmen. Sie wurden am 4. Dezember 1940 zur Umschulung als Polizei-Ausbildungs-Bataillon (L) zur geplanten Integration in die Schutzpolizei nach Weimar gebracht. Das Versprechen, sie danach in Luxemburg einzusetzen wurde aber nicht eingehalten, nur 55 Mann wurden zurückversetzt. 27 wurden zwangsweise zum SS-Bataillon Germania in Hamburg und 100 in Gruppen zu jeweils 25 nach Köln, Frankfurt am Main, Kamen und Trier verlegt, 116 kamen nach Köln-Riehl. 
Die Kompanie in Köln-Riehl sollte zur Partisanenbekämpfung nach Jugoslawien verlegt werden. Daraufhin suchte ein Großteil um Entlassung nach, was abgelehnt wurde. Mitte Oktober diente die Einheit als 5. Kompanie des Reserve-Polizei-Bataillons 181 in Skoja-Loka in Slowenien und hatten bei Gefechten mit Partisanen vier Tote zu beklagen. Im Januar weigerten sich 42 weiterhin Dienst bei der deutschen Polizei zu tun und wurden deshalb in Krainburg interniert. 15 nahmen den Dienst wieder auf und 27 „renitente“ Luxemburger kamen in verschiedene Konzentrationslager. Schließlich wurde die 5. Kompanie nach Innsbruck verlegt, wo sich 17 von den 77 Luxemburgern weigerten eine Verpflichtung auf den Führer Adolf Hitler zu unterzeichnen und deshalb ins KZ Dachau kamen. Die 5. Kompanie wurde am 1. Juni 1942 aufgelöst und die 60 Luxemburger Polizisten auf andere Einheiten verteilt. Fünfzehn wurden ins berüchtigte Reserve-Polizei-Bataillon 101 in Hamburg eingegliedert.
Von den ursprünglich 455 Mitgliedern der Luxemburger Kompanie kamen insgesamt 255 in deutsche Gefängnisse oder Konzentrationslager, wo 48 starben.

## Aufarbeitung
Ab 2017 gab es eine Wanderausstellung Luxemburger in der Polizei des NS-Staates des Musée de la Police Grand-Ducale und des Landesarchivs Thüringen.